# Д’Амико, Винченцо
Винченцо Д'Амико (итал. Vincenzo D'Amico; 5 ноября 1954, Латина — 1 июля 2023, Рим) — итальянский футболист, игравший на позиции полузащитника.

## Биография

### Игровая карьера
Д'Амико был частью золотого состава «Лацио», который по итогам сезона 1973/74 завоевал первое в истории клуба скудетто. В последующие шесть сезонов в составе «небесно-голубых» он был одним из лидеров команды, которую затем преследовали неудачи в чемпионате и скандал с договорными матчами, из-за которого клуб был отправлен в Серию B.
После понижения команды в классе, в июне 1980 года Д'Амико был продан в «Торино», в котором отыграл целый сезон. По окончании сезона вернулся в «Лацио», где отыграл четыре сезона, за которые «орлята» вернулись в Серию A, а по окончании сезона 1984/85 клуб вылетел в Серию B.
В 1986 году перешёл в «Тернану», в которой отыграл два сезона и завершил игровую карьеру.

### Смерть
Скончался 1 июля 2023 года в Риме на 69-м году жизни от рака.

## Достижения
«Лацио»;
- Чемпионат Италии (Серия A) (1): 1973/74